# Estrada de Ferro Porto Murtinho a São Roque
Depois de se associar as famílias Murtinho e Mendes Gonçalves a Cia Matte Larangeira, constituída por Thomas Larangeira, transferiu a sua sede da cidade de Concepción, no Paraguai, para a localidade de Porto Murtinho, no estado brasileiro de Mato Grosso do Sul.
Esta ferrovia fazia parte de um complexo sistema logístico, destinado a exportação de erva-mate, principalmente para a Argentina, onde era beneficiada. Esse sistema era composto, por carroças, barcaças, rebocadores a vapor e a Estrada de Ferro Guaíra a Porto Mendes, em Guaíra-PR.
A EF Porto Murtinho realizava além do transporte de erva-mate, transportava madeira, couro e mercadorias diversas.

## Construção e operação
A partir de 1892 a erva mate passa a ser embarcada, com destino a Argentina, de um porto construído pela companhia em Porto Murtinho. Desta localidade partiu uma ferrovia, construída para facilitar o transporte de erva desde a localidade de São Roque.
O trecho entre São Roque e Porto Murtinho era pantanoso e cheio de alagações, ocasionando problemas ao transporte, melhorar o transporte, foi planejada e construída a partir de 1898 pelo Dr. Antonio Corrêa da Costa, uma ferrovia.
Apesar da construção da ferrovia, a partir de 1902 a Cia Matte Larangeira se estabelece em Guaíra, Paraná, inicialmente denominada de Porto Monjoli (nome de um dos diretores da empresa).
O projeto inicial previa uma extensão de 42 léguas (231 a 277 km), entretanto a extensão máxima foi de 22 a 25 km. A ferrovia atingiu a Fazenda São Roque em 1906.

## Fim
Já em 1910 ocorre a transferência do foco principal de exploração de erva mate para o Rio Paraná, reduzindo a sua importância estratégica para a empresa.
Ao contrario de sua co-irmã (Estrada de Ferro Guaíra a Porto Mendes) a EF Porto Murtinho não foi encampada pelo Serviço de Navegação da Bacia do Prata (SNBP), permanecendo seu controle com a Cia Matte Laranjeira até sua erradicação.
A ferrovia recebeu duas locomotivas diesel em 1956 e apresentava indicio de que ainda encontrava-se em operação em 1971.
Foi preservada estática na Praça Central Thomaz Laranjeira em Porto Murtinho a locomotiva nº 2, fabricada pela Orenstein-Koppel (0-6-0-WT+T) na Alemanha, em 1905, assim como vagões gôndola e um guindaste, no Hotel Saladero, material rodante que originalmente pertenceu a ferrovia.